# أندرياس لوته
أندرياس لوته (بالألمانية: Andreas Luthe)‏ (مواليد 10 مارس 1987 في فلبرت - ألمانيا الغربية) لاعب كرة قدم ألماني يلعب حاليا لصالح نادي الدرجة الأولى أوغسبورغ الألماني منذ 2016 في مركز حارس مرمى .

## روابط خارجية
- أندرياس لوثه على موقع قاعدة بيانات كرة القدم.إي يو (الإنجليزية)
- أندرياس لوثه على موقع بيانات كرة القدم. دي إي (الألمانية)
- أندرياس لوثه على موقع Soccerway.com (الإنجليزية)
- أندرياس لوثه على موقع عالم كرة القدم.نت (الإنجليزية)
- أندرياس لوثه على موقع كووورة
- أندرياس لوثه على موقع AS.com (الإسبانية)